# Todd Bosley
Todd Bosley (* 29. Juli 1984 in Overland Park, Kansas) ist ein US-amerikanischer Schauspieler.

## Leben
Bosley begann seine Schauspielkarriere im Jahr 1994. 1996 war er in zwei Folgen der Sitcom Seinfeld als ein Freund von Kramer zu sehen. Bekanntheit erlangte er 2009 als Howie aus den Sitcom Scrubs. Er hatte auch einen Gastauftritt bei iCarly. Im Jahr 2017 erhielt er die wiederkehrende Rolle des Teague aus der Nickelodeon-Fernsehserie Game Shakers – Jetzt geht’s App.
Bosley lebt in Los Angeles.

## Filmographie (Auswahl)
- 1994: Kleine Giganten
- 1996: Jack
- 1996: Seinfeld
- 2009: Scrubs
- 2012: iCarly
- 2016–2019: Game Shakers – Jetzt geht’s App